# Gilberto Pichetto Fratin
Gilberto Pichetto Fratin, né le 4 janvier 1954 à Veglio, est un homme politique italien, membre de Forza Italia.
Depuis le 22 octobre 2022 il est ministre de l'Environnement et de la Sécurité énergétique dans le gouvernement Meloni.
Membre de la Chambre des députés depuis le 12 octobre 2022, membre de longue date de Forza Italia, dont il a été le coordinateur régional dans le Piémont du 4 janvier 2014 au 18 octobre 2018, il a longtemps été conseiller régional dans le Piémont (1995-2008 ; 2014-2018), vice-président de la région Piémont du 3 avril 2013 au 9 juin 2014 et sénateur de la République dans les 16e et 17e législatures.

## Biographie
Né le 4 janvier 1954 à Veglio, un petit village de la province de Biella, il fréquente l'université de Turin, où il obtient une licence en économie et commerce en 1978,.